# Лінуа
Лінуа — острів в архіпелазі островів Торреса у провінції Торба Вануату в південно-західній частині Тихого океану.

## Географія
Довжина Лінуа складає 2,8 км, діаметр — 1 км. Розрахункова висота над рівнем моря 23 м. Лінуа знаходиться приблизно в 100 км на північ від острова Еспіриту-Санту між островами Тегуа і Ло. Острів оточений кораловими рифами. На острові є злітно-посадкова смуга відкрита в 1983 році, яка забезпечує єдині регулярні транспортні рейси з рештою Вануату.
Острів використовується в основному під час посадки літаків і не заселений постійно; люди живуть у сусідньому селі Лунгарегі, на острові Ло. Лінуа має невелике туристичне селище Каміліса, що складається з чотирьох бунгало і вміщує до 20 осіб.

## Клімат
Лінуа має клімат тропічного лісу (Af) з дуже рясними опадами цілий рік.
| Клімат {{{location}}}                                                     | Клімат {{{location}}} | Клімат {{{location}}} | Клімат {{{location}}} | Клімат {{{location}}} | Клімат {{{location}}} | Клімат {{{location}}} | Клімат {{{location}}} | Клімат {{{location}}} | Клімат {{{location}}} | Клімат {{{location}}} | Клімат {{{location}}} | Клімат {{{location}}} | Клімат {{{location}}} |
| Показник                                                                  | Січ.                  | Лют.                  | Бер.                  | Квіт.                 | Трав.                 | Черв.                 | Лип.                  | Серп.                 | Вер.                  | Жовт.                 | Лист.                 | Груд.                 |                       |
| Абсолютний максимум, °C                                                   | 30,2                  | 30,3                  | 30,0                  | 29,7                  | 29,1                  | 28,7                  | 28,1                  | 28,1                  | 28,1                  | 28,1                  | 28,1                  | 28,1                  |                       |
| Середній мінімум, °C                                                      | 26,8                  | 26,9                  | 26,7                  | 26,5                  | 26,1                  | 25,9                  | 25,4                  | 25,2                  | 25,4                  | 25,9                  | 26,3                  | 26,6                  |                       |
| Норма опадів, мм                                                          | 390                   | 390                   | 453                   | 395                   | 395                   | 321                   | 269                   | 270                   | 322                   | 351                   | 301                   | 345                   |                       |
| ------------------------------------------------------------------------- | --------------------- | --------------------- | --------------------- | --------------------- | --------------------- | --------------------- | --------------------- | --------------------- | --------------------- | --------------------- | --------------------- | --------------------- | --------------------- |
| Джерело: https://en.climate-data.org/oceania/vanuatu/torba/linua-1026837/ |                       |                       |                       |                       |                       |                       |                       |                       |                       |                       |                       |                       |                       |

## Назва
Острів місцеві називають Лінуе [ˈlinʉə] в Ло-Тога. Офіційна назва Лінуа [linua] пишеться відповідно до мови мота, яку місіонери обрали як орієнтир у цьому регіоні; остання форма є консервативною щодо давньої форми * linua, яка може бути реконструйована мовою предків островів Торрес і Бенкс.